# Exenterus gibbus
Exenterus gibbus är en stekelart som beskrevs av Julius Theodor Christian Ratzeburg 1844. Exenterus gibbus ingår i släktet Exenterus och familjen brokparasitsteklar. Inga underarter finns listade i Catalogue of Life.